# Alexandru Dan (Turner)
Alexandru Dan (* 26. Juli 1907 in Reșița; † 6. Juli 2002 ebenda) war ein rumänischer Kunstturner rumäniendeutscher Herkunft.

## Biografie
Alexandru Dan startete bei den Olympischen Sommerspielen 1936 in Berlin. Er nahm an allen Turnwettkämpfen teil. Sein bestes Einzelresultat gelang ihm mit dem 100. Rang im Wettkampf am Barren. Mit der rumänischen Delegation belegte er im Mannschaftsmehrkampf den 14. Platz.